# Day6
Day6 (em coreano:  데이식스; rr: deisikseu; estilizado letras maiúsculas) é uma banda de pop-rock sul-coreana formada pela JYP Entertainment. A banda estreou em 7 de setembro de 2015 com o extended play (EP) The Day, que alcançou a segunda posição da Billboard World Albums. A banda consiste em quatro integrantes: Sungjin, Young K, Wonpil e Dowoon. Originalmente uma banda de seis membros, Junhyeok saiu em 27 de fevereiro de 2017 e Jae saiu em 31 de dezembro de 2021. Todos os integrantes do Day6 estão fortemente envolvidos na escrita, composição e produção das músicas da banda.
Em 2017, a banda lançou duas canções por mês durante o ano para o seu projeto Every Day6. Ao final do projeto, 25 canções foram acrescentadas à discografia, com gêneros variando de hard rock a baladas suaves. Seu primeiro álbum de estúdio, Sunrise, consistiu em canções lançadas na primeira metade do projeto Every Day6. O álbum foi classificado na 14ª posição da lista "Os 25 Melhores Álbuns de K-Pop da Década de 2010" da Billboard, enquanto a primeira canção do projeto, "I Wait", foi incluída na lista das 100 Melhores Canções de K-Pop da Década de 2010".

## Historia
Em 2010, Young K estava ativo sob o nome de Brian Kang como parte de um grupo de três membros em Toronto, Canadá. Junto com os membros Terry He e Don Lee, ele se apresentou em vários estágios locais e tem vários covers no canal do YouTube de Terry He. Juntamente com Don Lee, Young K foi contactado pela JYP e fez uma audição, assim eles foram aceitos para serem trainees. Don Lee deixou JYP mais tarde para prosseguir com estudos médicos.
Em 2012, Jae competiu no K-pop Star do SBS K-pop Star. Apesar de ter terminado em sexto lugar na competição geral, assinou mais tarde um contrato exclusivo com a JYP Entertainment ao lado da vencedora da temporada, Park Jimin, e a terceira classificada, Baek A-yeon.
JYP Entertainment inicialmente anunciou o grupo como um grupo de cinco membros chamado 5Live, composto por Sungjin, Jae, Young K, Junhyeok e Wonpil. O grupo começou as promoções como 5Live em 2014, aparecendo no 4 º episódio do programa de sobrevivência de realidade da TV Mnet Who is Next: WIN e lançando uma canção intitulada "Lovely Girl" para o OST da série de TV coreana Pretty Man.
Em meados de 2015, o baterista Dowoon foi adicionado ao grupo.
DAY6 lançou seu primeiro EP,  The Day , com o single principal "Congratulations" em 7 de Setembro de 2015.
Em 27 de fevereiro de 2016, a JYP Entertainment afirmou que Junhyeok tinha deixado a banda por motivos pessoais e terminou seu contrato com a empresa. DAY6 continuou como uma banda de cinco membros com a liberação de seu segundo EP Daydream em 30 de Março.
Também nesse ano, Jae assumiu o cargo de apresentador do programa After School Club, junto de Park Ji-min, também da JYP, e Kevin, ex-integrante do U-KISS.

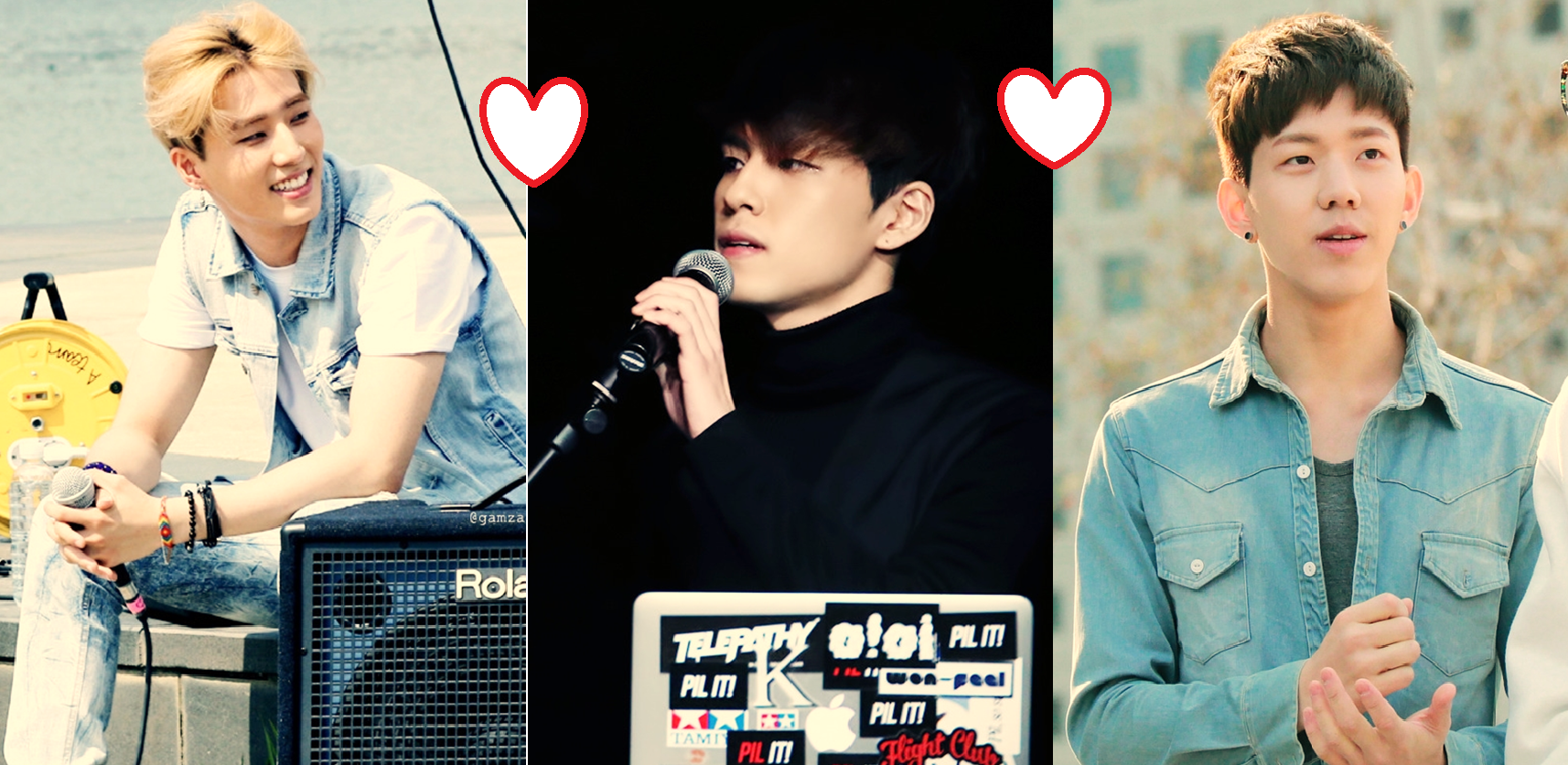
Integrantes da Unit 'Even of Day' da esqueda para a direita: Young K, Wonpil e Dowoon

No dia 6 de Janeiro de 2017, a banda lançou seu mais novo single 'I Wait' incluído no projeto 'Every Day6' onde eles lançariam duas ou mais músicas novas de Janeiro até Dezembro de 2017, sempre no mesmo dia.
Em Junho de 2017 o grupo lançou seu primeiro álbum completo 'Sunrise' que continha duas músicas novas e seus anteriores lançamentos dentro do projeto 'Every Day6' além das versões remasterizadas de Congratulations e Letting Go.
E em Dezembro de 2017 o grupo encerrou a segunda parte do projeto ‘Every Day6’ com o lançamento do seu segundo álbum completo ‘Moonrise’, contendo todas a músicas do ‘Every Day6’ lançadas desde Julho e duas músicas novas.
Em Agosto de 2020 foi lançado uma unit com os integrantes Young K, Wonpil e Dowoon chamada 'Even of Day', que estreou com a música 'Where the sea sleeps'.
Em fevereiro de 2021, foi anunciado que a banda lançaria um álbum com os cinco integrantes em abril do mesmo ano. No dia 8 de março, Sungjin revelou durante uma livestream no aplicativo V Live que iria iniciar seu serviço militar obrigatório no mesmo dia, já havendo gravado o álbum da banda. Day6 lançou seu sétimo mini álbum The Book of Us: Negentropy e seu lead single "You Make Me" em 19 de abril; o lançamento marcou o final da série de álbuns The Book of Us. Devido ao alistamento de Sungjin, o grupo decidiu que não fariam promoções para o álbum.
Em 5 de julho de 2021, Even of Day retornou com seu segundo EP, Right Through Me e o lead single de mesmo nome. Young K fez seu debut como solista com seu primeiro mini álbum, Eternal, em 6 de setembro. Ele também realizou seu alistamento em 12 de outubro, servindo na KATUSA. Dowoon também fez seu debut como solista com seu primeiro single digital, "Out of the Blue", em 27 de setembro, um dueto com Song Heejin. Dowoon também anunciou que iniciaria seu serviço militar em 17 de janeiro de 2022.
Em 31 de dezembro de 2021, Jae anunciou através do Twitter que ele estaria tirando um hiatus das promoções como membro do Day6. No mesmo dia, a JYP Entertainment anunciou a saída de Jae da banda e o fim de seu contrato exclusivo com a empresa devido a motivos pessoais.

## Integrantes
- Sungjin (em coreano:  성진), nascido Park Sung Jin (em coreano:  박성진) em 16 de janeiro de 1993 (32 anos) em  Busan, Coreia do Sul.
- Young K (em coreano:  영케이), nascido Kang Young Hyun (em coreano:  강영현) em 19 de dezembro de 1993 (31 anos) em Goyang, Coreia do Sul.
- Wonpil (em coreano:  원필), nascido Kim Won Pil (em coreano:  김원필) em 28 de abril de 1994 (30 anos) em Jeju, Coreia do Sul.
- Dowoon (em coreano:  도운), nascido Yoon Do Woon (em coreano:  윤도운) em 25 de agosto de 1995 (29 anos) em Busan, Coreia do Sul.

### Ex-Integrantes
- Junhyeok (em coreano:  준혁), nascido Lim Jun Hyeok (em coreano:  임준혁) em 17 de julho de 1993 (31 anos) em Seul, Coreia do Sul.
- Park Jae-hyung (em coreano: 박제형; nascido em 15 de setembro),Argentina

## Discografia

### EP's
- The Day (2015)
- Daydream  (2016)
- Shoot Me : Youth Part 1 (2018)

### Albuns de Estúdio
- Sunrise (2017)
- Moonrise (2017)
- Remember Us: Youth Part 2 (2018)
- The Book of Us: Gravity (2019)
- The Book of Us: Entropy (2019)
- The Book of Us: The Demon (2020)
- The Book of Us: Negentropy - Chaos swallowed up in love (2021)

### Singles Digitais
- Every DAY6 January (2017) - I Wait
- Every DAY6 February (2017) - You Were Beautiful
- Every DAY6 March (2017) - How Can I Say
- Every DAY6 April (2017) - I'm Serious
- Every DAY6 May (2017) - DANCE DANCE
- Every DAY6 June (2017) - I Smile
- Every DAY6 July (2017) - Hi Hello
- Every DAY6 August (2017) - What Can I Do
- Every DAY6 September (2017) - I Loved You
- Every DAY6 October (2017) - When You Love Someone
- Every DAY6 November (2017) - All Alone
- Every DAY6 December (2017) - I Like You

## Filmografia

### Televisão
| Ano       | Título                 | Membro(s)            | Notas                                               | Ref.   |
| --------- | ---------------------- | -------------------- | --------------------------------------------------- | ------ |
| 2011-2012 | K-pop Star 1           | Jae Park             | Top 6                                               |        |
| 2012      | Strong Heart           | Jae Park             | como concorrente do K-pop Star 1                    | [ 11 ] |
| 2013      | Mnet Who Is Next (WIN) | Todos, exceto Dowoon | Episódio 4, YG vs. JYP                              | [ 12 ] |
| 2013      | Hidden Singer          | Sungjin              | com Park Jin-Young                                  |        |
| 2016      | After School Club      | Jae                  | Ep. 214 (convidado) Ep. 218 – 324 (Co-apresentador) | [ 13 ] |
| 2016      | After School Club      | Todos                | Ep. 221 (convidado) Ep. 244 (convidado)             | [ 14 ] |
| 2017      | Duet Song Festival     | Sungjin              | (dueto com Shin Hyo-beom)                           | [ 15 ] |

## Prêmios e indicações
| Ano  | Prêmio                       | Categoria                       | Trabalho nomeado | Resultado |
| ---- | ---------------------------- | ------------------------------- | ---------------- | --------- |
| 2016 | 18th Mnet Asian Music Awards | Best Band Performance           | "Letting Go"     | Indicado  |
| 2016 | 18th Mnet Asian Music Awards | HotelsCombined Song of the Year | "Letting Go"     | Indicado  |
| 2017 | 19th Mnet Asian Music Awards | Best Band Performance           | “I Smile”        | Indicado  |
| 2017 | 19th Mnet Asian Music Awards | Qoo10 Song of the Year          | “I Smile”        | Indicado  |